# Relations entre l'Iran et le Japon

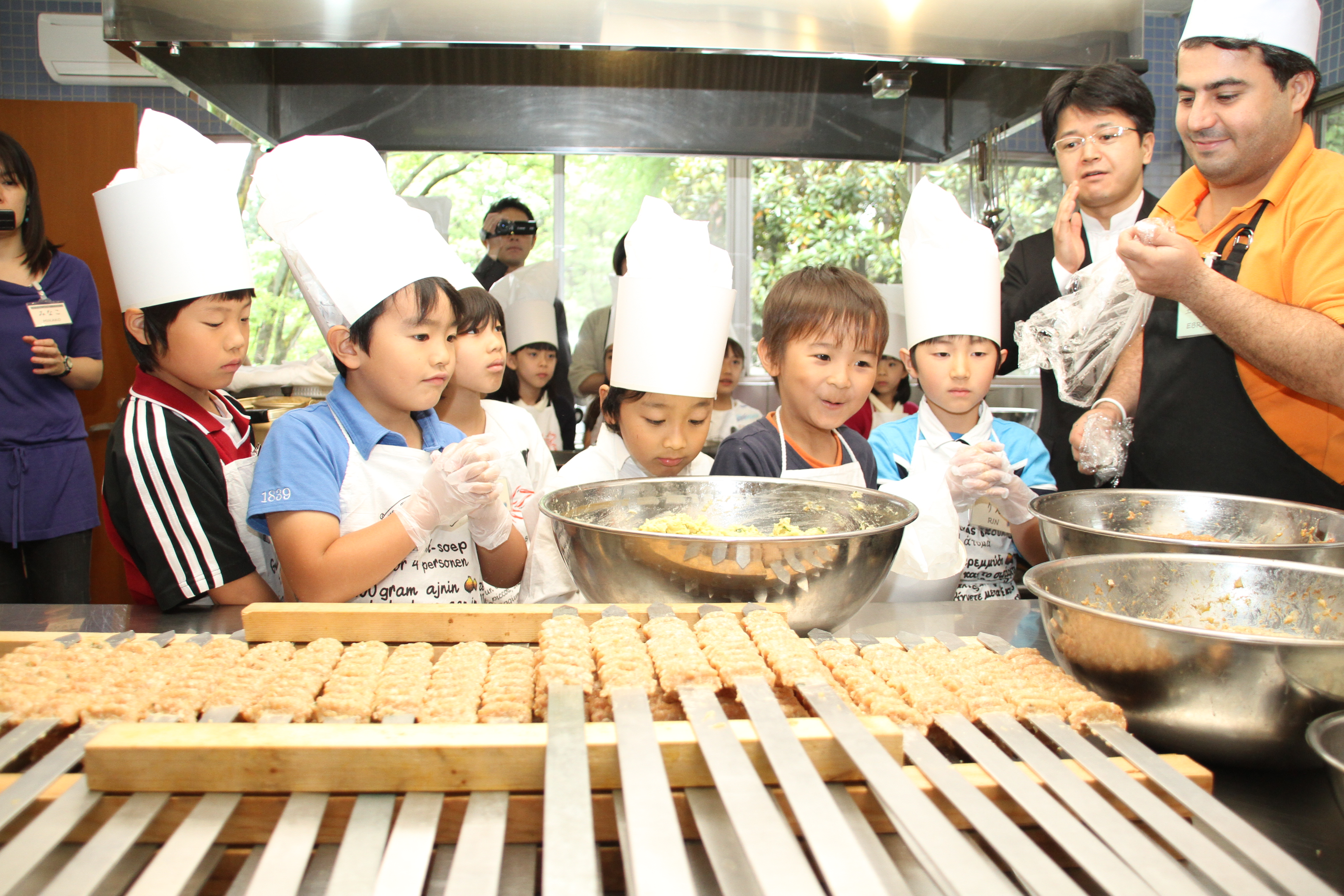
Programme Petits ambassadeurs : jeunes Japonais s'initiant à la cuisine iranienne à l'ambassade d'Iran à Tokyo en 2010.

Les Relations entre l'Iran et le Japon sont les relations internationales entre l'Iran et le Japon, qui ont été officiellement inaugurées en 1926. Tout au long de l'histoire, les deux pays ont maintenu un partenariat relativement amical et très stratégique.

## Histoire
En 1878, l'ambassadeur japonais en Russie, Takeaki Enomoto, a été reçu en audience officielle à Saint-Pétersbourg par le Roi de Perse Nasseredin Shah. Cependant, les relations diplomatiques officielles n'ont pas été établies avant 1926. Un traité d'amitié a été signé entre l'Iran et le Japon en 1939, et des relations cordiales ont été maintenues pendant la Seconde Guerre mondiale jusqu'en 1942, quand les Alliés ont envahi la Perse. Les relations diplomatiques officielles ont été rétablies en 1953 après la signature du Traité de San Francisco (1951).
L'Iran et le Japon ont signé un accord de voyage sans visa en 1974, mais il devint caduc en avril 1992 à cause de l'immigration iranienne illégale à grande échelle au Japon. L'Iran et le Japon coopèrent également aux questions régionales de politique extérieure au Moyen-Orient, tel que la reconstruction de l'Afghanistan ou le conflit israélo-palestinien. Depuis 2004, le Japon travaille à développer le plus grand gisement de pétrole terrestre de l'Iran, situé à Azadegan.
Le Président iranien Seyyed Mohammad Khatami a fait une visite d'état au Japon en octobre 2000.

## Relations commerciales
La politique extérieure du Japon pour les investissements en Iran était historiquement dominée par le désir de fixer des approvisionnements en énergie fiables ; L'Iran est le troisième plus grand fournisseur du pétrole du Japon après l'Arabie saoudite et les Émirats arabes unis.
La balance commerciale entre l'Iran et le Japon est fortement en faveur de l'Iran, le Japon exportant des automobiles et des produits électriques et important du pétrole et des produits pétrochimiques. À partir de 2010, le Japon coopère avec l'Iran sur plusieurs projets importants ; le volume d'échange annuel des deux États dépasse les 11 milliards $US.